# Неконференція
Неконференція — це різновид зустрічей, обговорень, зборів, що керуються самими учасниками. Термін «неконференція» застосовується до широкого кола «живих» заходів, які намагаються уникнути традиційних для звичайних конференцій завчасної визначеності порядку і тематики виступів, поділу на активних доповідачів та пасивних слухачів тощо.
Існують численні різновиди неконференцій:
- Технологія відкритого простору
- Світове кафе
- Акваріум

тощо.  Зокрема, це неформальна ділова зустріч на відкритому повітрі, наприклад біля басейну.